# Rzeźba Chłopiec ze źrebięciem w Zielonej Górze
Rzeźba Chłopiec ze źrebięciem – pomnik chłopca z konikiem berlińskiego rzeźbiarza Hansa Krückeberga (1878–1952) z I połowy lat 30. XX w., od lat 60. XX wieku znajduje się na Winnym Wzgórzu w Zielonej Górze.

## Historia
Chłopiec ze źrebięciem (Knabe mit Fohlen) w latach 30. XX wieku został przekazany przez autora dla koszar Wehrmachtu w Krośnie Odrzańskim, gdzie służył jego syn. Początkowo eksponowany był na terenie garnizonu żołnierzy piechoty Wehrmachtu. Wiele wskazuje na to, że Chłopiec ze źrebięciem Hansa Krückeberga jest przykładem sztuki narodowosocjalistycznej III Rzeszy i w pierwotnym miejscu ekspozycji pełnił funkcje propagandowe.
Rzeźba stała w Krośnie Odrzańskim do końca lat 50. XX wieku. Następnie przewieziono ją do Zielonej Góry, stolicy ówczesnego województwa zielonogórskiego, i postawiono na terenie milicyjnego klubu „Gwardia” przy ulicy Strzeleckiej. Po wybudowaniu Palmiarni w 1961 znalazła się na schodach prowadzących do nowo otwartej kawiarni z dancingiem, gdzie stoi do dziś.
Dzieło błędnie przypisywano Josefowi Thorakowi (1889–1952). Pomyłka (powielana przez wydawnictwa popularne i strony internetowe) wzięła się m.in. za sprawą podobnego motywu w twórczości – serii przedstawiającej człowieka i konia. Sygnatura twórcy znajdująca się na podstawie pomnika. jednoznacznie wskazuje na Krückeberga. Dzieło dokładnie jest opisane w „Crossener Kreiskalendar”, R. 1942 (pol. „Krośnieński kalendarz Powiatowy”).

## Lokalizacja
Pomnik chłopca z konikiem zaadaptowano w krajobraz Palmiarni – usytuowany został on na schodach prowadzących na szczyt Wzgórza Winnego od strony ul. Wrocławskiej. Rzeźba wpisała się w krajobraz kulturowy Parku Winnego, urastając do roli nieformalnego symbolu Zielonej Góry.